# Miomantis lamtoensis
Miomantis lamtoensis es una especie de mantis de la familia Mantidae.

## Distribución geográfica
Se encuentra en Burkina Faso, Costa de Marfil y   Ghana.